# Saint-André-d'Huiriat
Saint-André-d'Huiriat è un comune francese di 550 abitanti situato nel dipartimento dell'Ain della regione dell'Alvernia-Rodano-Alpi.

## Società

### Evoluzione demografica
Abitanti censiti